# ネート・ミラー
ネート・ミラー（Nate Miller、1963年8月30日 - ）は、アメリカ合衆国の男性プロボクサー。ペンシルベニア州フィラデルフィア出身。元WBA世界クルーザー級王者。

## 来歴
1986年9月30日、プロに転向。
1994年7月23日、IBF世界クルーザー級王者アルフレッド・コールに挑戦するも、0-3の判定負け。
1995年7月22日、WBA世界クルーザー級王者オーリン・ノリスに挑戦し、8回KO勝ちで王座を獲得。以後、4度の防衛に成功した。
1997年11月8日、5度目の防衛戦でファブリス・ティオゾに0-3の判定負けを喫し、王座から陥落した。
その後、ノリスやトーマス・ハーンズらに敗れ、2001年6月23日の試合を最後に引退した。